# 日本橋 (大阪市)
日本橋（にっぽんばし）は、大阪府大阪市中央区・浪速区の町名および周辺の地域名。または道頓堀川に架かる堺筋の橋。現行行政地名は日本橋一丁目から日本橋五丁目。日本橋一丁目および日本橋二丁目が中央区、日本橋三丁目から日本橋五丁目が浪速区に属する。
区によって町名が分断されている大阪市の町としては、他に上汐（1・2丁目が中央区、3～6丁目が天王寺区）・万代（1丁目が阿倍野区、2～6丁目が住吉区）がある。

## 地理
東京都中央区の日本橋の読み方が「にほんばし」なのに対して、こちらは「にっぽんばし」と読む。地域住民はしばしば「にほんばし」とも呼び、店名などの読みが「にほんばし」と表記されることもある。
橋梁の日本橋南詰から南へ堺筋沿いに延びる南北約1.6kmの細長い町で、北から順に1 - 2丁目が中央区、3 - 5丁目が浪速区となる。堺筋東側の南端は恵美須交差点（国道25号）、同西側の南端は恵美須入路交差点（阪神高速1号環状線えびす町入口、名呉橋跡）。浪速区側は日本橋東（1 - 3丁目）と日本橋西（1 - 2丁目）が東西に隣接する。
難波からも徒歩圏内であり、広義では繁華街のミナミに含まれることもある。浪速区側（南側）の堺筋を中心とした「でんでんタウン」は電気街・オタクの街として知られる。

### 河川
- 道頓堀川

### 日本一

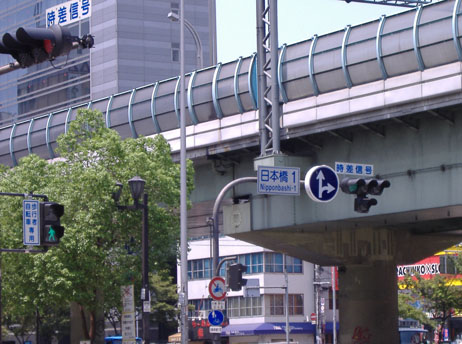
日本橋1交差点（2005年8月4日）

中央区日本橋1丁目は「日本一」（にっぽんいち）と通称される。堺筋と千日前通が交差する日本橋1交差点付近には、日本一にあやかりたい建物や看板がある。交差点付近にあった住友銀行日本一支店は三井住友銀行となった後、2004年10月15日に難波支店に統合されATMが設置されている。三菱UFJ銀行日本一支店は店名に日本一が残るものの、2011年1月17日に移転してブランチインブランチとなり（難波支店、難波駅前支店、日本一支店の3店舗が同居）、2020年現在はなんばスカイオ24階にある。

## 歴史・概要
上町台地からやや西部に位置し、近世には紀州街道の一部区間である堺筋に面して旅籠や木賃宿が建ち並び、長町（ながまち）と呼ばれていた。1792年（寛政4年）に長町1 - 9丁目のうち現在の中央区側に当たる長町1 - 5丁目が日本橋1 - 5丁目に改称され、長町は現在の浪速区側にあたる6 - 9丁目のみとなった。
1872年に日本橋1 - 5丁目と長町6 - 9丁目が日本橋筋1 - 5丁目に改編され、1879年より全域南区に属した。しかし、1943年に旧：長町6 - 9丁目に当たる日本橋筋3 - 5丁目が浪速区へ転属となった。
1980年に浪速区日本橋筋3 - 5丁目が日本橋東の西半と東関谷町を編入した上で日本橋3 - 5丁目に改称。1989年には南区日本橋筋1 - 2丁目が高津町三・七・八・九・十番丁と御蔵跡町を編入した上で日本橋1 - 2丁目に改称され、同時に南区と東区の合区により中央区へ転属となった。
近世から長町6 - 9丁目の東西に隣接する東成郡天王寺村や西成郡難波村・今宮村の各一部に当たる長町裏には貧民街が形成されていたが、1903年の第5回内国勧業博覧会の開催に合わせて一掃され、堺筋に面した不良木賃宿（ドヤ街）の多くも西成区の釜ヶ崎（あいりん地区）へ移転した。以降は古書店街に姿を変えたが、第二次世界大戦後には「でんでんタウン」と呼ばれる電気街へと変貌した。東京の秋葉原、名古屋の大須と並ぶ電気街として、「東のアキバ、西のポンバシ」とも称される。
ただし、電気街となっているのはおおむね浪速区側である。境界となるのが「なんさん通り」で、日本橋3交差点以東は「御蔵跡通り」と呼ばれる。中央区側では、道頓堀・千日前に隣接する堺筋以西が半ば歓楽街化しているほか、堺筋以東には国立文楽劇場、かつての高津町九・十番丁界隈には「大阪の台所」と称される黒門市場、御蔵跡通り付近には履物問屋街（通称「はきはきタウン」）があり、電気街以外の表情も見せる。なお、日本橋の地名の発祥である橋梁としての日本橋に最も近いのは中央区側の1丁目である。
2009年からは「日本橋プロジェクト」という地域振興が行われており、いとうのいぢがデザイン・作画を担当したイメージキャラクター「音々（ねおん）ちゃん」と、妹の「光（ひかり）ちゃん」が設定されている。

## 世帯数と人口
2019年（平成31年）3月31日現在の世帯数と人口は以下の通りである。
| 区     | 丁目         | 世帯数    | 人口    |
| ------ | ------------ | --------- | ------- |
| 中央区 | 日本橋一丁目 | 834世帯   | 1,154人 |
| 中央区 | 日本橋二丁目 | 1,507世帯 | 2,003人 |
| 中央区 | 中央区 計    | 2,341世帯 | 3,157人 |
|        |              |           |         |
| 浪速区 | 日本橋三丁目 | 449世帯   | 552人   |
| 浪速区 | 日本橋四丁目 | 663世帯   | 946人   |
| 浪速区 | 日本橋五丁目 | 1,325世帯 | 1,947人 |
| 浪速区 | 浪速区 計    | 2,437世帯 | 3,445人 |
|        |              |           |         |
| 計     | 計           | 4,778世帯 | 6,602人 |

### 人口の変遷
国勢調査による人口の推移。
中央区
| 1995年（平成7年）  | 3,238人 | [ 9 ]  |  |
| 2000年（平成12年） | 3,085人 | [ 10 ] |  |
| 2005年（平成17年） | 2,639人 | [ 11 ] |  |
| 2010年（平成22年） | 3,329人 | [ 12 ] |  |
| 2015年（平成27年） | 3,417人 | [ 13 ] |  |

浪速区
| 1995年（平成7年）  | 2,557人 | [ 9 ]  |  |
| 2000年（平成12年） | 2,565人 | [ 10 ] |  |
| 2005年（平成17年） | 2,890人 | [ 11 ] |  |
| 2010年（平成22年） | 4,070人 | [ 12 ] |  |
| 2015年（平成27年） | 3,810人 | [ 13 ] |  |

### 世帯数の変遷
国勢調査による世帯数の推移。
中央区
| 1995年（平成7年）  | 1,783世帯 | [ 9 ]  |  |
| 2000年（平成12年） | 1,810世帯 | [ 10 ] |  |
| 2005年（平成17年） | 1,663世帯 | [ 11 ] |  |
| 2010年（平成22年） | 2,197世帯 | [ 12 ] |  |
| 2015年（平成27年） | 2,487世帯 | [ 13 ] |  |

浪速区
| 1995年（平成7年）  | 1,182世帯 | [ 9 ]  |  |
| 2000年（平成12年） | 1,318世帯 | [ 10 ] |  |
| 2005年（平成17年） | 1,492世帯 | [ 11 ] |  |
| 2010年（平成22年） | 2,721世帯 | [ 12 ] |  |
| 2015年（平成27年） | 2,579世帯 | [ 13 ] |  |

## 事業所
2016年（平成28年）現在の経済センサス調査による事業所数と従業員数は以下の通りである。
| 区        | 丁目         | 事業所数    | 従業員数 |
| --------- | ------------ | ----------- | -------- |
| 中央区    | 日本橋一丁目 | 285事業所   | 2,400人  |
| 中央区    | 日本橋二丁目 | 236事業所   | 3,249人  |
| 中央区 計 | 中央区 計    | 521事業所   | 5,649人  |
|           |              |             |          |
| 浪速区    | 日本橋三丁目 | 111事業所   | 1,747人  |
| 浪速区    | 日本橋四丁目 | 194事業所   | 1,745人  |
| 浪速区    | 日本橋五丁目 | 214事業所   | 2,125人  |
| 浪速区 計 | 浪速区 計    | 519事業所   | 5,617人  |
|           |              |             |          |
| 計        | 計           | 1,040事業所 | 11,266人 |

## 施設

### 公共施設
- 国立文楽劇場
- 高津理容美容専門学校

### 商業施設
- 黒門市場
- でんでんタウン
- 髙島屋東別館

### 公園
- 日本橋公園
- 黒門公園

### かつて存在した施設
- 大阪市立日本橋小学校

## 交通

### 鉄道
- 地下鉄日本橋駅：Osaka Metro堺筋線・千日前線
- 近鉄日本橋駅：近畿日本鉄道（近鉄）難波線
- 南海難波駅：南海電気鉄道南海線・高野線
- 地下鉄なんば駅：Osaka Metro御堂筋線・千日前線
  - ただし、南海難波駅の東出口以外および四つ橋線なんば駅・大阪難波駅（近鉄難波線、阪神なんば線）・JR難波駅（JR大和路線）は遠くなるので注意。
- 恵美須町駅：Osaka Metro堺筋線
- 恵美須町停留場：阪堺電気軌道阪堺線
- 今宮戎駅：南海高野線

### バス
大阪シティバス
- 日本橋一丁目停留所
  - 73号系統（なんば - 上本町六丁目 - 出戸バスターミナル）

なお、日本橋一丁目停留所を経由していた105号系統（なんば - 天満橋）と、黒門市場・日本橋三丁目・日本橋電気街の各停留所を経由していた赤バスの浪速東ループは廃止になった。

### 道路
高速道路
- 阪神高速14号松原線

主要地方道
- 大阪府道102号恵美須南森町線（堺筋）
- 大阪府道・奈良県道702号大阪枚岡奈良線（千日前通）

## 日本橋（橋梁）

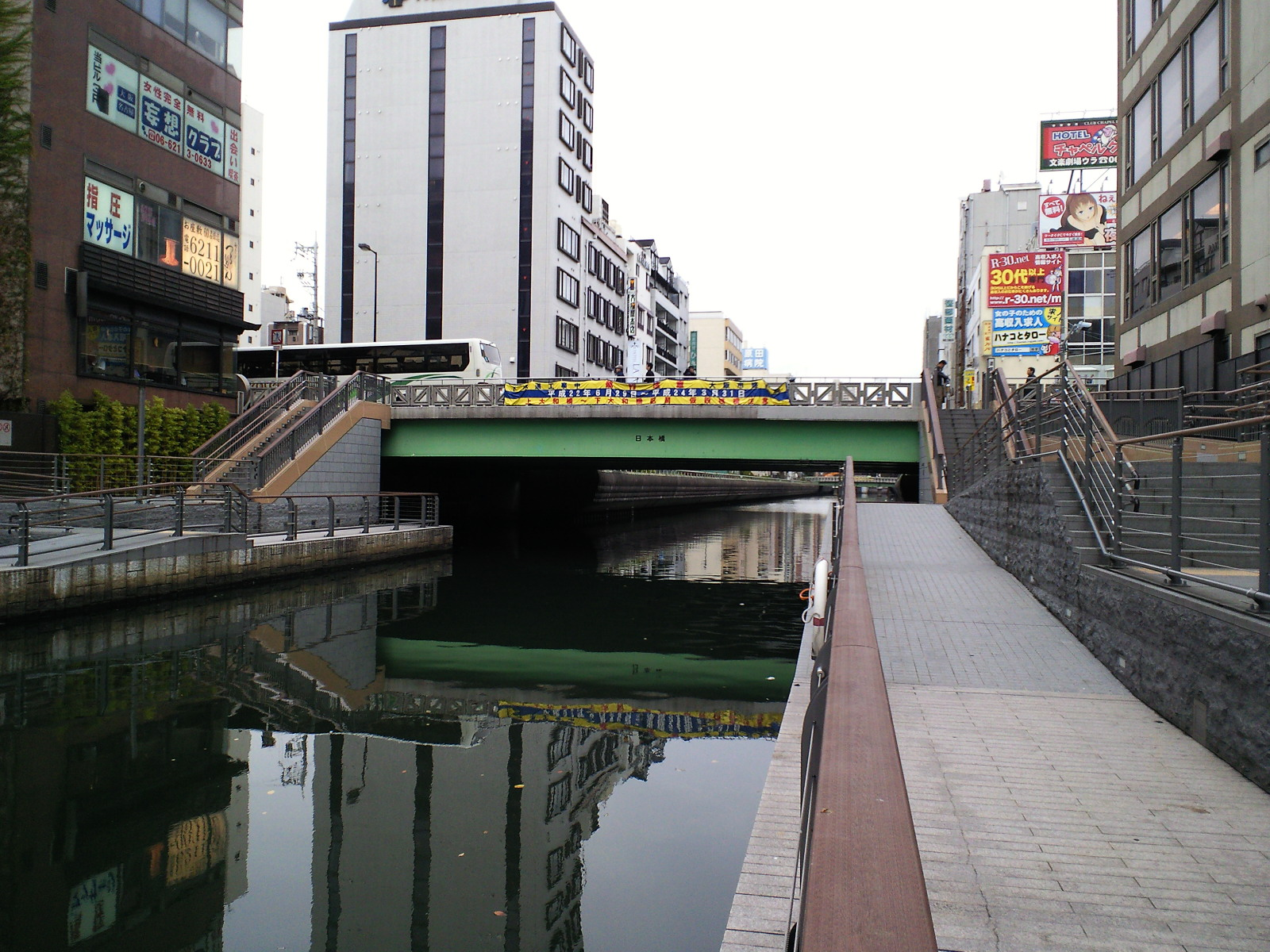
日本橋（2010年11月28日）

1619年（元和5年）に江戸幕府によって架けられた。長さ約40ｍ、幅約7mの木造橋で、江戸の日本橋と同じく公儀橋であった（道頓堀川では唯一）。1877年（明治10年）に鉄橋になり、1901年（明治34年）と1912年（明治45年）に架け替えられた。現在の橋は1969年（昭和44年）架橋で、長さ28.8m、幅28m。堺筋（大阪府道102号）上にあり、橋の西側は道頓堀川の遊歩道「とんぼりリバーウォーク」と接続している。

## その他

### 日本郵便
- 集配担当する郵便局と郵便番号は以下の通りである[15]。

| 区     | 町丁                 | 郵便番号 | 郵便局       |
| ------ | -------------------- | -------- | ------------ |
| 中央区 | 日本橋一丁目〜二丁目 | 542-0073 | 大阪南郵便局 |
| 浪速区 | 日本橋三丁目〜五丁目 | 556-0005 | 浪速郵便局   |